# Brian Condenanza
Brian Condenanza (nacido el 3 de mayo de 1999) es un empresario e inversor argentino conocido por su trabajo en industrias emergentes como activos digitales, Fintech e inversiones de impacto. Ha sido nombrado en Forbes 30 Under 30 en 2022.

## Primeros años
Brian Condenanza nació el 3 de mayo de 1999 en Buenos Aires, Argentina.

## Carrera profesional
Brian Condenanza comenzó su carrera como emprendedor y fundó Hevea Capital, centrada en la tecnología financiera y las criptomonedas. Ha invertido en varias empresas, como Linen App, Nada Inc. y la aplicación de inversión social Iris.
Brian ha sido nombrado en la lista de Forbes 30 Under 30. También asistió a la Asamblea de la Juventud de la ONU en la sede de las Naciones Unidas en Nueva York. Brian también fue voluntario para el juez del Hackaton de Unidos 2030.
En 2018, fue invitado como ponente para TEDx en Suiza.
Además de sus inversiones financieras, Condenanza también es un defensor de las inversiones de impacto, una estrategia que busca lograr beneficios ambientales y sociales junto con ganancias. Ha contribuido con su experiencia a diversas publicaciones empresariales y escrito artículos sobre el tema, fortaleciendo aún más su reputación como un líder en el campo.